# 1473
Пізнє Середньовіччя •  Відродження •  Реконкіста •  Ганза •  Ацтецький потрійний союз •  Імперія інків

## Геополітична ситуація
Османську державу очолює Мехмед II Фатіх (до 1481). Імператором Священної Римської імперії є Фрідріх III. У Франції королює Людовик XI (до 1483).
Апеннінський півострів розділений: північ належить Священній Римській імперії, середню частину займає Папська область, південь належить Неаполітанському королівству. Могутними державними утвореннями півночі є Венеційська республіка, Флорентійська республіка, Генуезька республіка та герцогство Міланське.
Майже весь Піренейський півострів займають християнські Кастилія і Леон, де править Енріке IV (до 1474), Арагонське королівство на чолі з Хуаном II (до 1479) та Португалія, де королює Афонсо V (до 1481). Під владою маврів залишилися тільки землі на самому півдні.
Едуард IV є королем Англії (до 1483), королем Данії та Норвегії — Кристіан I (до 1481), Швецію очолює регент Стен Стуре Старший (до 1497). Королем Угорщини є Матвій Корвін (до 1490), а Богемії — Владислав II Ягелончик. У Польщі королює, а у Великому князівстві Литовському княжить Казимир IV Ягеллончик (до 1492).
Частина руських земель перебуває під владою Золотої Орди. Галичина входить до складу Польщі. Волинь належить Великому князівству Литовському. Московське князівство очолює Іван III Васильович (до 1505).
На заході євразійських степів від Золотої Орди відокремилися Казанське ханство, Кримське ханство, Ногайська орда. У Єгипті панують мамлюки. У Китаї править династія Мін. Значними державами Індостану є Делійський султанат, Бахмані, Віджаянагара. В Японії триває період Муроматі.
У Долині Мехіко править Ацтецький потрійний союз на чолі з Ашаякатлем (до 1481). Цивілізація мая переживає посткласичний період. В Імперії інків править Тупак Юпанкі (до 1493).

## Події
- Арагонський король Хуан II захопив Перпіньян. Спроби французів вибити його звідти завершилися невдало.
- Спалахнуло повстання в Фамагусті на Кіпрі, де зіткнулися інтереси Венеції та Неаполя.
- У Кордові спалахнув антиєврейський бунт.
- Турки завдали поразки Ак-Коюнлу в битві поблизу Отлукбелі.
- Молдавський господар Штефан III Великий здобув перемогу над господарем Волощини Раду III Красивим.
- Турецькі війська розпочали два походи в Європі: один проти Каринтії, інший проти Славонії.
- У Мілані вийшов друком «Канон лікарської науки» Авіцени в перекладі латиною.
- Надруковано першу книгу англійською мовою — Recuyell of the Historyes of Troye.
- Тлатоані Теночтітлана Ашаякатль захопив Тлателолько.

## Народились
- 19 лютого — Миколай Коперник (пом. 24 травня 1543), польський астроном, автор геліоцентричної теорії будови Сонячної системи.

## Померли
- Геннадій Схоларій